# سسنا سایتیشن ۲
سسنا سایتیشن ۲ (به انگلیسی: Cessna Citation II) یک هواگرد ۶ تا ۸ نفره ساختِ کارخانهٔ سسنا در کشور ایالات متحده آمریکا است که در سال ۱۹۷۸–۲۰۰۶ ساخته شد. این هواگرد برای نخستین بار در ۳۱ ژانویه ۱۹۷۷ میلادی مورد استفاده قرار گرفت.